# Coelolepida
Coelolepida je klada insekata u lepidopterskomn redu, koja obuhvata infraredove Acanthoctesia i Lophocoronina.